# Kinnear Mountains
Kinnear Mountains är ett berg i Antarktis. Det ligger i Västantarktis. Argentina, Chile och Storbritannien gör anspråk på området. Toppen på Kinnear Mountains är 875 meter över havet.
Terrängen runt Kinnear Mountains är huvudsakligen kuperad, men österut är den bergig. Trakten är obefolkad. Det finns inga samhällen i närheten.